# Epidesma thoos
Epidesma thoos là một loài bướm đêm thuộc phân họ Arctiinae, họ Erebidae.